# Friedrich August Kekulé von Stradonitz
Friedrich August Kekulé von Stradonitz (ur. 7 września 1829 w Darmstadt, zm. 13 lipca 1896 w Bonn) – chemik niemiecki, profesor Uniwersytetu Gandawskiego od 1858 oraz w Heidelbergu i Bonn od 1867, współtwórca teorii budowy związków organicznych. Laureat Medalu Copleya. W 1893 odznaczony Pour le Mérite za Naukę i Sztukę.
Udowodnił (1858), że węgiel jest czterowartościowy i że jego atomy w związkach organicznych mogą tworzyć łańcuchy.

Odkrywca (1866) pierścieniowej budowy benzenu, co zapoczątkowało nowy dział chemii organicznej – chemię związków aromatycznych. Legenda głosi, jakoby rozwiązanie dręczącego chemika problemu nadeszło we śnie, podczas drzemki przy kominku, w postaci tańczących w kręgu diabłów. W innej anegdocie, podczas snu zobaczył węża, zjadającego własny ogon niczym starożytny Uroboros. Sam uczony jednak tak opisywał odkrycie: 

Pewnego letniego dnia powracałem ostatnim omnibusem przez puste w tym czasie ulice tego zwykle ożywionego miasta [Londynu]. Zatonąłem w marzeniach i przed moimi oczami zaczęły krążyć atomy. Zawsze widziałem te małe twory w ruchu. Teraz widziałem, jak dwa mniejsze łączą się ze sobą w pary, jak większe otaczają dwa mniejsze, a jeszcze większe utrzymywały to wszystko w zawrotnym tańcu. Widziałem, jak większe atomy tworzyły łańcuch, wciągając mniejsze, ale tylko na końcach łańcucha (...). Tak powstała teoria strukturowa.

I kolejny opis snu: 

Odwróciłem krzesło do kominka i pogrążyłem się w półśnie. Znowu atomy harcowały przed moimi oczami. Tym razem mniejsze grupy trzymały się skromnie z tyłu. Moje duchowe oko, wyostrzone przez powtarzające się podobne wizje, rozróżniło teraz większe twory o różnorodnym kształcie. Długie szeregi, kilkakrotnie ściśle ze sobą złączone, wszystko w ruchu, wijące się wężowato i skręcające się. Patrzę, co się stało? Jeden z węży chwycił swój własny ogon i szyderczo kręcił się przed moimi oczami. Obudziłem się jak rażony piorunem i resztę nocy spędziłem na rozpracowywaniu wniosków z tej hipotezy.